# هاروود هایتس (ایلینوی)
هاروود هایتس (به انگلیسی: Harwood Heights) یک روستا در ایالات متحده آمریکا است که در ایلینوی قرار دارد. هاروود هایتس ۲٫۱۴ کیلومتر مربع مساحت و ۸٬۶۱۲ نفر جمعیت دارد.